# Îles Nimrod
Les îles Nimrod sont un groupe d'îles signalées pour la première fois en 1828 par le capitaine Eilbeck du navire Nimrod tandis qu'il naviguait, de son point de départ Port Jackson, autour du Cap Horn. Elles sont signalées à l'est de l'île Emerald et à l'ouest de l'île de Dougherty, à approximativement 56° S, 158° O. Il s'agit vraisemblablement d'îles fantômes.